# Strange Universe
Strange Universe (tạm dịch: Vũ trụ kỳ lạ) là một chương trình trình chiếu chung nửa giờ hàng ngày của Mỹ kể về các hiện tượng huyền bí được phát sóng từ năm 1996 đến 1998. Chương trình này do hãng Rysher Entertainment và Chris Craft Television góp phần phát triển, ra mắt vào năm 1996, Emmitt Miller và Dana Adams làm người dẫn chương trình. Chương trình này được trình bày dưới dạng truyền hình lá cải hàng ngày, với những người dẫn chương trình giới thiệu những phân đoạn về các chủ đề Forteana và New Age khác nhau, đôi khi đi kèm với các cuộc phỏng vấn.
Tháng 2 năm 1997, Adams bị loại khỏi vai trò đồng dẫn chương trình và Miller trở thành người dẫn chương trình duy nhất. Vào lúc đó, tờ Variety đưa tin rằng chương trình này có xếp hạng quốc gia "yếu" 1,2 trong hai tháng qua.
Chương trình được phát sóng từ năm 1996 đến năm 1998 với tổng số 390 tập. Strange Universe thường xuất hiện trên các chi nhánh của mạng UPN, vì Chris-Craft sở hữu một nửa UPN và các trạm của họ thực hiện chương trình UPN. Chương trình nhiều tập này còn được trình chiếu chung qua quốc tế, phát sóng ở Canada trên kênh Access, The Education Station (hiện nay gọi là CTV 2 Alberta).
Năm 1996, lần đầu tiên trong lịch sử phát sóng, chương trình này đã dành cả một tập phim chính thức về chủ đề các cảnh quay khả nghi một "cuộc phỏng vấn người ngoài hành tinh" đến từ Khu vực 51. Phim này được phát hành vào năm 1997 với tên gọi Area 51: The Alien Interview (Khu vực 51: Cuộc phỏng vấn người ngoài hành tinh), do Jeff Broadstreet đạo diễn và Steven Williams đóng vai chính.